# رالف جونسون (فيلسوف)
رالف جونسون (بالإنجليزية: Ralph Johnson)‏ هو فيلسوف أمريكي، ولد في 1940 في ديترويت في الولايات المتحدة.